# William Mutchler

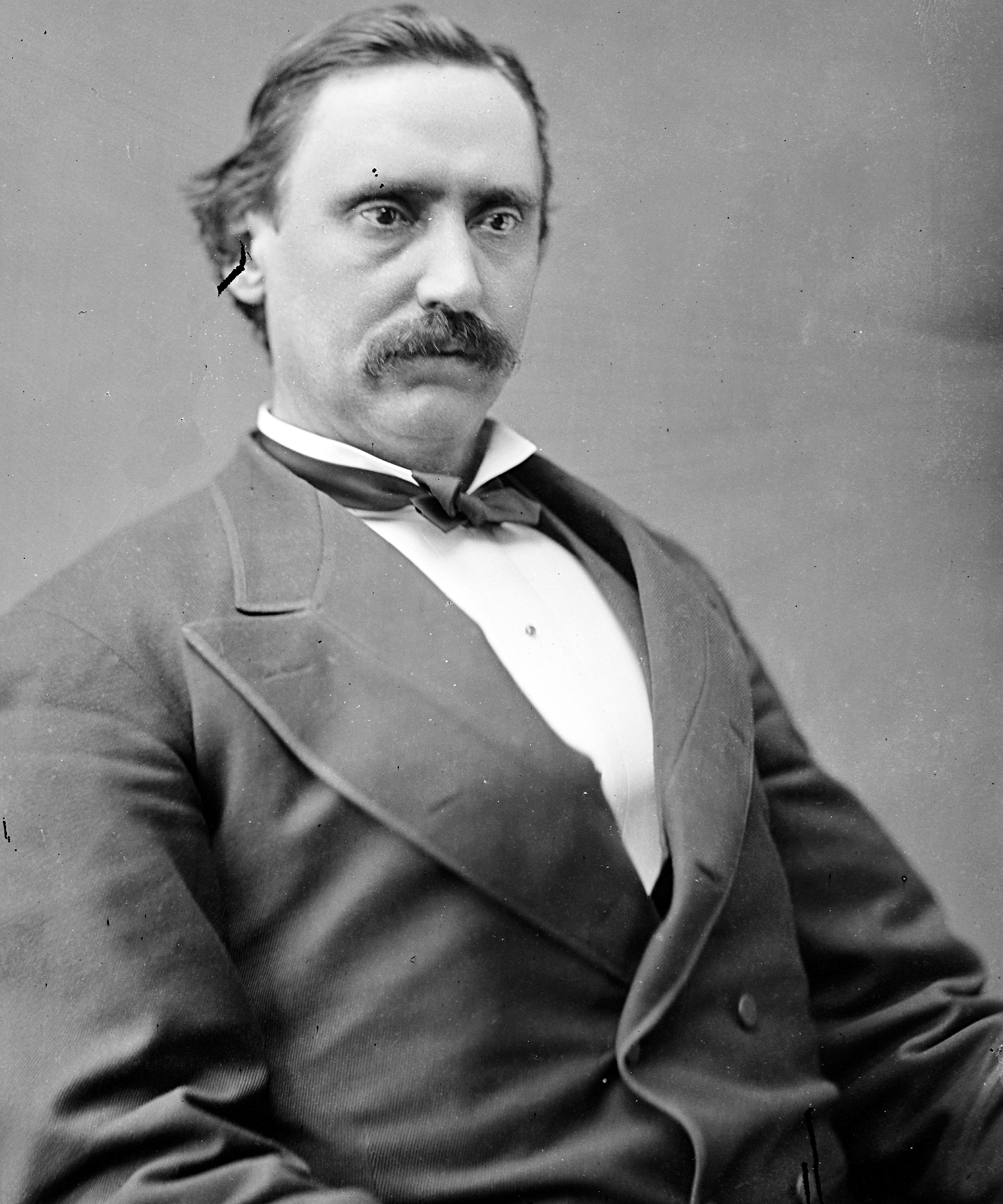
William Mutchler

William Mutchler (* 21. Dezember 1831 in Palmer, Northampton County, Pennsylvania; † 23. Juni 1893 in Easton, Pennsylvania) war ein US-amerikanischer Politiker. Zwischen 1875 und 1893 vertrat er drei Mal den Bundesstaat Pennsylvania im US-Repräsentantenhaus.

## Werdegang
William Mutchler besuchte die öffentlichen Schulen seiner Heimat und die Vandeveer’s Academy in Easton. Nach einem anschließenden Jurastudium und seiner Zulassung als Rechtsanwalt begann er in diesem Beruf zu arbeiten. Zwischen 1854 und 1860 war er Sheriff im Northampton County. Von 1861 bis 1867 war er als Prothonotary am dortigen Bezirksgericht angestellt. Im Jahr 1863 war er für einige Zeit während des Bürgerkrieges Adjutant bei der 38. Freiwilligenbrigade aus Pennsylvania. Zwischen 1867 und 1869 war er als Steuerassessor tätig. Gleichzeitig schlug er als Mitglied der Demokratischen Partei eine politische Laufbahn ein. In den Jahren 1869 und 1870 war er deren Staatsvorsitzender für Pennsylvania. Von 1876 bis zu seinem Tod nahm er als Delegierter an allen Democratic National Conventions teil.
Bei den Kongresswahlen des Jahres 1874 wurde William Mutchler als Kandidat seiner Partei im zehnten Wahlbezirk des Staates Pennsylvania in das US-Repräsentantenhaus in Washington, D.C. gewählt, wo er am 4. März 1875 die Nachfolge des Republikaners John Weinland Killinger antrat. Da er im Jahr 1876 auf eine erneute Kandidatur verzichtete, konnte er bis zum 3. März 1877 zunächst nur eine Legislaturperiode im Kongress absolvieren, während der er Vorsitzender des Ausschusses zur Kontrolle der Ausgaben des Innenministeriums war.
Bei den  Wahlen des Jahres 1880 wurde Mutchler erneut im zehnten Distrikt seines Staates in den Kongress gewählt, wo er am 4. März 1881 Reuben Knecht Bachman ablöste. Nach einer Wiederwahl konnte er bis zum 3. März 1885 im US-Repräsentantenhaus verbleiben. Im Jahr 1884 verzichtete er auf eine weitere Kandidatur. Vier Jahre später wurde er im achten Bezirk von Pennsylvania zum Nachfolger von Daniel Ermentrout gewählt. Nach zwei Wiederwahlen konnte er vom 4. März 1889 bis zu seinem Tod am 23. Juni 1893 im Kongress verbleiben. Sein Mandat fiel nach einer Sonderwahl an seinen Sohn Howard (1859–1916).